# Peter Zumkley

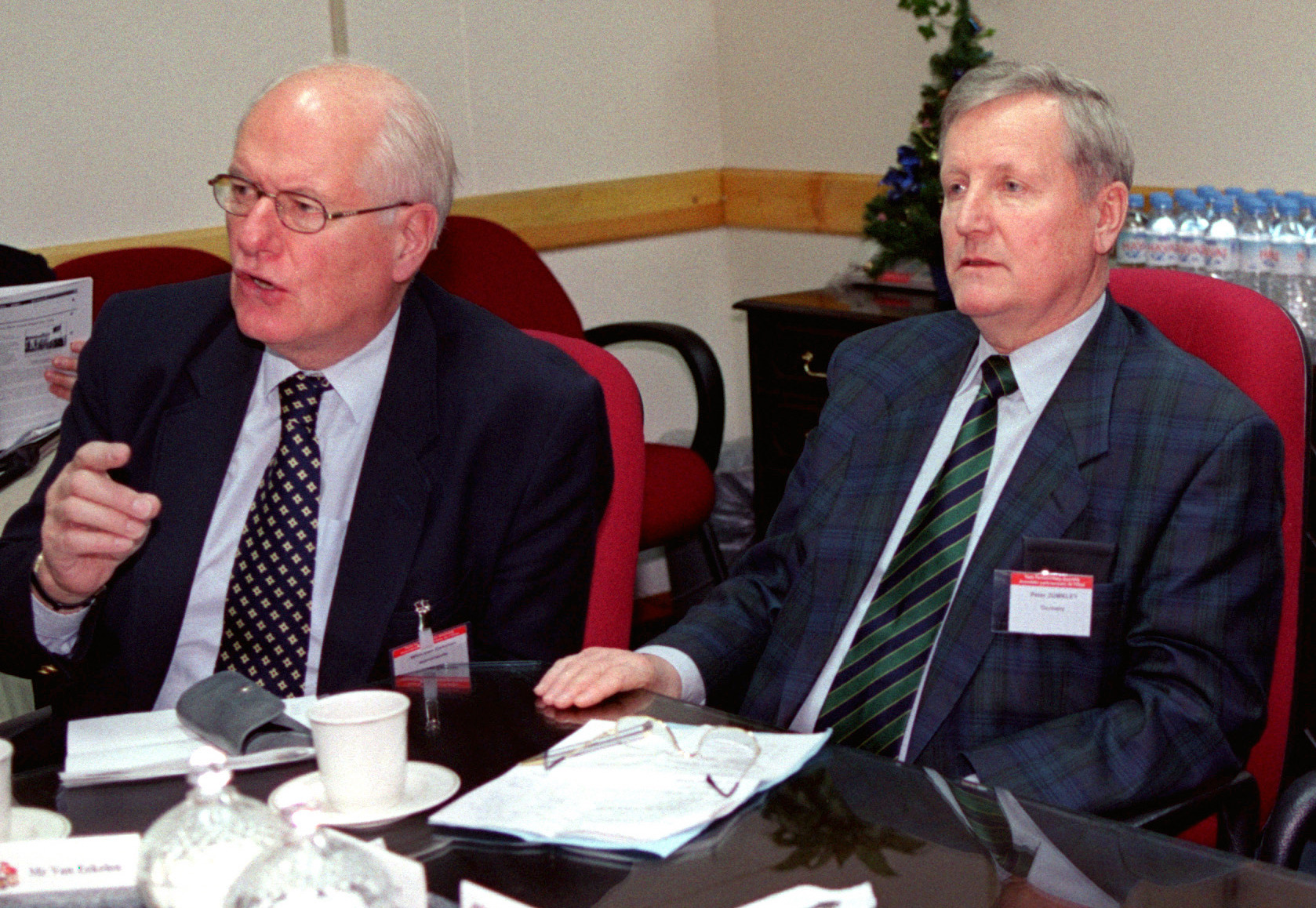
Peter Zumkley (rechts) und Wim van Eekelen

Peter Zumkley (* 17. September 1936 in Berlin) ist ein deutscher Offizier und Politiker (SPD).
Von 1991 bis 1993 war er Senator und Bevollmächtigter der Freien und Hansestadt Hamburg beim Bund.

## Leben und Beruf
Nach dem Abitur 1956 trat Zumkley in die Bundeswehr ein und durchlief dort eine Laufbahn als Berufssoldat u. a. bei der Panzergrenadierbrigade 17. Er wurde in verschiedenen Bereichen eingesetzt, unter anderem in Stabs- und Kommandeurverwendungen sowie als Dozent an der Führungsakademie der Bundeswehr. 1987 beendete er seine militärische Laufbahn und schied im Rang eines Obersts aus der Bundeswehr aus.
Er wurde Mitglied der Gewerkschaft Öffentliche Dienste, Transport und Verkehr, des Bundeswehrsozialwerks, des Bundeswehrverbandes, des Landesverbandes Volksbundes Deutsche Kriegsgräberfürsorge (Vorstandsmitglied) des Verbandes der Reservisten der Deutschen Bundeswehr (stellvertretender Präsident) und des Kuratoriums der Stiftung Sankt Barbara Deutschland.
Peter Zumkley ist verheiratet und hat zwei Kinder.

## Partei
Zumkley ist seit 1969 Mitglied der SPD. Er war von 1983 bis 1988 Vorsitzender des SPD-Distriktes und von 1987 bis 1994 Vorsitzender des SPD-Kreises Wandsbek. 1972 wurde er Leiter des Arbeitskreises Frieden und Sicherheit der SPD Hamburg.

## Abgeordneter
Zumkley war von 1987 bis zur Niederlegung seines Mandates am 3. Juli 1991 sowie erneut von 1994 bis 2002 Mitglied des Deutschen Bundestages und dort von 1998 bis 2002 Vorsitzender der Arbeitsgruppe Sicherheitsfragen der SPD-Bundestagsfraktion. Zudem gehörte er der Nordatlantischen Versammlung an. Er war ordentliches Mitglied des Verteidigungsausschusses und des Petitionsausschusses.
Peter Zumkley ist stets als direkt gewählter Abgeordneter des Wahlkreises Hamburg-Wandsbek in den Bundestag eingezogen. 
1993/94 war er Mitglied der Hamburgischen Bürgerschaft.

## Öffentliche Ämter
Zumkley war von 1970 bis 1986 Deputierter der Hamburger Innenbehörde. Vom 26. Juni 1991 bis zum 15. Dezember 1993 amtierte er als Senator und Bevollmächtigter beim Bund in dem vom Ersten Bürgermeister Henning Voscherau geführten Senat der Freien und Hansestadt Hamburg. Gleichzeitig übernahm er das Senatsamt für den Verwaltungsdienst sowie das Senatsamt für Bezirksangelegenheiten. Außerdem war er Europabeauftragter des Senates.

## Senate
- Senat Voscherau II